# قدرت همدردی

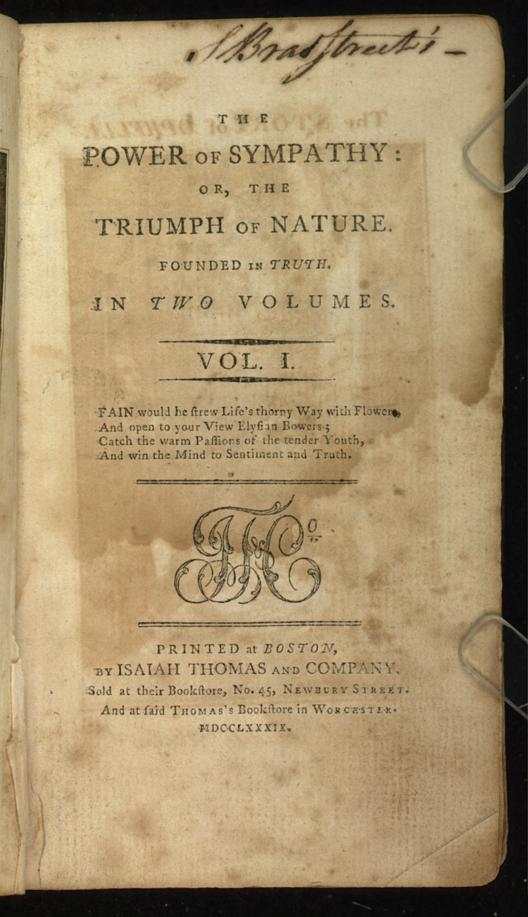
صفحه عنوان چاپ اول

قدرت همدردی (به انگلیسی: The Power of Sympathy) (1789) یک رمان عاطفی آمریکایی متعلق به قرن هجدهم است که توسط ویلیام هیل براون و به عنوان اولین رمان آمریکایی شناخته می‌شود. قدرت همدردی اولین رمان براون بود. مبارزات این شخصیت‌ها خطرات فریبندگی و مشکلات تسلیم احساسات شدن را نشان می‌دهد، در حالی که از آموزش اخلاقی زنان و استفاده از تفکر منطقی به عنوان راه‌هایی برای جلوگیری از عواقب چنین کارهایی حمایت می‌کند.
اولین بار قدرت همدردی توسط اشعیا توماس در بوستون در ۲۱ ژانویه ۱۷۸۹ منتشر شد و با قیمت نه شیلینگ فروخته شد.
یک قرن پس از مرگ ویلیام هیل براون در سال ۱۷۹۳، آرتور بیلی، سردبیر The Bostonian ، انتشار سریالی «قدرت همدردی» را منتشر کرد و این اثر را به سارا ونتورث Apthorp Morton از بوستون که شاعر بود، همسر پرز مورتون و خواهر فرانسیس آپتورپ. به دلیل این ویژگی نادرست، در بیشتر قرن ۱۹، نویسنده زن تصور می‌شد.